# Аудофледа
Аудофледа (на латински: Audofleda; * ок. 470; † сл. 526) е дъщеря на краля на франките, меровинга Хилдерих I и Базина от Тюрингия и сестра на по-късния крал Хлодвиг I, Албофледа († 498) и Лантехилд.
Тя се омъжва през 493 г. за остготския крал Теодорих Велики. Този брак е част от политическата тактика на Теодорих против Източната Римска империя. Единствено дете в този брак е Амалазунта, която след смъртта на Теодорих през 526 г. определя съдбата на Италия за няколко години.